# Partia Republikańska (Vanuatu)
Partia Republikańska (ang. Vanuatu Republican Party) – vanuacka partia polityczna. W latach 2004–2009 i 2010–2014 wchodziła w skład rządu.

## Historia
Partia została założona w 1996 roku przez premiera Vanuatu – Maxime Carlot Kormana. W wyborach parlamentarnych w 2002 roku partia uzyskała 3 mandaty. W przyspieszonych wyborach w 2004 roku partia wprowadziła do parlamentu 4 deputowanych. Po wyborach partia utworzyła rządową koalicję, Korman wszedł w skład rządu Serge Vohora jako wicepremier, a deputowany partii, Marcellino Pipite, został ministrem handlu i przemysłu. W sierpniu tego samego roku odwołano z Kormana funkcji. W listopadzie Pipite został ministrem spraw zagranicznych. W tym samym roku partia weszła w skład nowego rządu Hama Liniego, Korman został wówczas ministrem infrastruktury i gospodarki. W lipcu 2005 roku Korman został zdymisjonowany z rządu. 
W wyborach parlamentarnych w 2008 roku partia uzyskała 7 deputowanych stając się tym samym trzecią największą partią w kraju. Po wyborach Korman został liderem opozycji. W lipcu 2009 roku lider partii został wybrany przewodniczącym parlamentu, a od sierpnia do września tego samego roku był pełniącym obowiązki prezydenta kraju. W 2010 roku Po zaprzysiężeniu nowego rządu Sato Kilmana, partia weszła w skład rządu, a Marcellino Pipite został mianowany ministrem rolnictwa, leśnictwa i rybołówstwa. Po utworzeniu nowego rządu Serge Vohora w kwietniu 2011 partia ponownie dołączyła do rządu, a członek partii Dominique Morin został ministrem ziemi. Po powrocie Sato Kilmana do władzy w maju tego samego roku, Pipite został ministrem edukacji w jego rządzie. W wyborach parlamentarnych w 2012 roku partia uzyskała tylko jedno miejsce w izbie. Jedyny deputowanym partii został Marcellino Pipite, który po wyborach został mianowany ministrem ds. Ni-Vanuatu. Po zaprzysiężeniu nowego rządu Moana Carcasses Kalosila w 2013 roku Pipite wszedł w skład rządu jako minister turystyki i handlu.
W wyborach w 2016 roku nie udało jej się zdobyć ani jednego miejsca w parlamencie. W 2017 roku Maxime Carlot Korman bezskutecznie ubiegał się o urząd prezydenta Vanuatu. Ponownie nie uzyskała mandatów w wyborach w 2020 i 2022 roku.

## Struktura

### Skład zarządu
- Przewodniczący: Maxime Carlot Korman[1]
- Sekretarz Generalny: Yoan Mariasua[1]
- Skarbnik: Edward Melsul[1]

## Program
Program partii zakłada m.in.:
- utworzenie rządowego centrum szkoleniowego w każdej prowincji kraju
- decentralizację władzy
- darmową edukację
- utworzenie prowincjonalnych szkół średnich
- utworzenie prowincjonalnych przychodni medycznych
- darmową służbę zdrowia